# Dhanaula
Dhanaula là một thành phố và là nơi đặt hội đồng đô thị (municipal council) của quận Sangrur thuộc bang Punjab, Ấn Độ.

## Địa lý
Dhanaula có vị trí 30°17′B 75°35′Đ / 30,28°B 75,58°Đ Nó có độ cao trung bình là 228 mét (748 feet).

## Nhân khẩu
Theo điều tra dân số năm 2001 của Ấn Độ, Dhanaula có dân số 18.397 người. Phái nam chiếm 53% tổng số dân và phái nữ chiếm 47%. Dhanaula có tỷ lệ 56% biết đọc biết viết, thấp hơn tỷ lệ trung bình toàn quốc là 59,5%: tỷ lệ cho phái nam là 59%, và tỷ lệ cho phái nữ là 51%. Tại Dhanaula, 13% dân số nhỏ hơn 6 tuổi.

Entrance of Govt. Senior Secondary School (Boys) Dhanaula (Barnala)